# Isma’il Szirin
Isma’il Husajn Szirin (arab. ‏إسماعيل شيرين‎; ur. 17 października 1919 w Aleksandrii, zm. 14 czerwca 1994 tamże) – egipski wojskowy w stopniu pułkownika (قائم مقام) i polityk, w 1952 roku minister obrony. Żonaty z księżniczką Fauzijją, miał z nią syna i córkę. Został pochowany w Kairze. 

## Odznaczenia[3]

### Egipskie
- Wielki Oficer Orderu Ismaila
- Wielki Oficer Orderu Nilu
- Order Gwiazdy Wojskowej Króla Fu’ada (1948)

### Zagraniczne
- Order Zasługi Wojskowej (Hiszpania)
- Order Przywódcy II klasy (Afganistan; 1947)